# كيلي دونوفان
كيلي دونوفان (بالإنجليزية: Keeley Donovan)‏ هي مقدمة تلفزيونية بريطانية، ولدت في 14 مايو 1983 في غريمسبي ‏ في المملكة المتحدة.